# Наташа Рандріантефі
Наташа Рандріантефі (нар. 14 березня 1978) — колишня мадагаскарська тенісистка.
Найвищу одиночну позицію світового рейтингу — 325 місце досягла 5 серпня 2002, парну — 173 місце — 5 серпня 2002 року.
Здобула 1 одиночний та 8 парних титулів.
Завершила кар'єру 2010 року.

## Фінали ITF

### Одиночний розряд: 2 (1–1)
| Легенда          |
| ---------------- |
| Турніри $100,000 |
| Турніри $75,000  |
| Турніри $50,000  |
| Турніри $25,000  |
| Турніри $10,000  |

| Фінали за покриттям |
| ------------------- |
| Тверде (0–0)        |
| Ґрунт (1–1)         |
| Трава (0–0)         |
| Килим (0–0)         |

| Результат | Ранг | Дата           | Турнір                     | Покриття | Суперниця     | Рахунок       |
| --------- | ---- | -------------- | -------------------------- | -------- | ------------- | ------------- |
| Перемога  | 1    | 13 серпня 2001 | Аоста, Італія              | Ґрунт    | Діана Брунель | 6–1, ret.     |
| Поразка   | 1    | 13 липня 2003  | Ле-Туке-Парі-Плаж, Франція | Ґрунт    | Капучін Руссо | 6–7(0–7), 0–6 |

### Парний розряд: 16 (8–8)
| Легенда          |
| ---------------- |
| Турніри $100,000 |
| Турніри $75,000  |
| Турніри $50,000  |
| Турніри $25,000  |
| Турніри $10,000  |

| Фінали за покриттям |
| ------------------- |
| Тверде (3–1)        |
| Ґрунт (5–6)         |
| Трава (0–0)         |
| Килим (0–1)         |

| Результат | Ранг | Дата              | Турнір                   | Покриття   | Партнерка          | Суперниці                                          | Рахунок       |
| --------- | ---- | ----------------- | ------------------------ | ---------- | ------------------ | -------------------------------------------------- | ------------- |
| Поразка   | 1    | 20 вересня 1993   | Марсель, Франція         | Ґрунт      | Даллі Рандріантефі | Андреа Носай Дафне ван де Занде                    | 0–6, 4–6      |
| Поразка   | 2    | 4 грудня 1995     | Сержі-Понтуаз, Франція   | Тверде (i) | Даллі Рандріантефі | Анджела Леттьєр Коріна Мораріу                     | 3–6, 5–7      |
| Перемога  | 1    | 16 вересня 1996   | Боссонан, Швейцарія      | Ґрунт      | Аліенор Трісеррі   | Андреа Носай Фружина Сіклосі                       | 6–4, 7–5      |
| Поразка   | 3    | 7 жовтня 1996     | Бургдорф, Швейцарія      | Килим (i)  | Аліенор Трісеррі   | Патрісія Маркова Деніса Соботкова                  | 3–6, 4–6      |
| Перемога  | 2    | 13 серпня 2001    | Аоста, Італія            | Ґрунт      | Кільдін Шевальє    | Штефані Гайднер Лусіана Масанте                    | 1–6, 6–2, 6–2 |
| Перемога  | 3    | 15 жовтня 2001    | Жуе-ле-Тур, Франція      | Тверде (i) | Даллі Рандріантефі | Флавія Пеннетта Марія Паола Дзавальї               | 6–4, 3–6, 6–3 |
| Перемога  | 4    | 5 листопада 2001  | Вільнав-д'Орнон, Франція | Ґрунт (i)  | Даніела Олівера    | Леслі Буткевіч Кароліне Мас                        | 6–4, 6–2      |
| Поразка   | 4    | 11 листопада 2001 | Гавр, Франція            | Ґрунт      | Даніела Олівера    | Ліга Декмеєре Марія Кондратьєва                    | 4–6, 3–6      |
| Перемога  | 5    | 21 січня 2002     | Гренобль, Франція        | Тверде (i) | Кільдін Шевальє    | Karla Mraz Орелі Веді                              | 6–4, 6–4      |
| Поразка   | 5    | 10 червня 2002    | Градо, Італія            | Ґрунт      | Сандра Начук       | Глорія Піццікіні Гана Шромова                      | 3–6, 5–7      |
| Перемога  | 6    | 1 липня 2002      | Мон-де-Марсан, Франція   | Ґрунт      | Штефані Гайднер    | Северін Бельтрам Амандін Дюлон                     | 6–4, 6–2      |
| Перемога  | 7    | 15 липня 2002     | Вальядолід, Іспанія      | Тверде     | Олена Балтача      | Ліенн Бейкер Маніша Малхотра                       | 6–2, 6–3      |
| Поразка   | 6    | 5 листопада 2002  | Вільнав-д'Орнон, Франція | Ґрунт (i)  | Кільдін Шевальє    | Б'янка Кампер Ніколь Ремі                          | 3–6, 4–6      |
| Поразка   | 7    | 22 червня 2003    | Періге, Франція          | Ґрунт      | Лана Попадич       | Марія Хосе Мартінес Санчес Анабель Медіна Гаррігес | 0–6, 3–6      |
| Перемога  | 8    | 13 липня 2003     | Ле-Туке, Франція         | Ґрунт      | Орелі Веді         | Менді Мінелла Полін Пармантьє                      | 6–2, 6–2      |
| Поразка   | 8    | 21 березня 2004   | Ам'єн, Франція           | Ґрунт (i)  | Флоранс Аренг      | Кароліне Мас Віржині Піше                          | 6–3, 2–6, 5–7 |